# Puszcza (rejon mohylewski)
Puszcza (biał. Пушча; ros. Пуща) – wieś na Białorusi, w obwodzie mohylewskim, w rejonie mohylewskim, w sielsowiecie Siemukaczy.